# Ноблесснер
«Но́блесснер» («Нобель & Лесснер») — судостроительная компания, образованная в 1912 году в Ревеле, Эстляндская губерния Российской империи, как совместное предприятие машиностроительного завода «Л. Нобель» и компании Густава Лесснера. Располагалось на улице Тёэстузе, на берегу Таллинского залива. В 1914—1917 годах компания построила несколько подводных лодок типа «Барс». В 1916 году завод был переименован в «Петровскую верфь». 
В советское время завод носил названия Таллинская судоремонтная верфь ВМФ СССР, Таллинский морской завод ВМФ СССР, Морской завод № 7 ВМФ СССР и 7 судоремонтный завод ВМФ СССР. После востановления Эстонией независимости стал государственным акционерным обществом (эст. RAS «Eesti Merelaevandus»), затем был приватизирован и продолжил работу по судостроительному профилю под названием АО Таллинский морской завод (эст. AS Tallinna Meretehas). В 2001 году обанкротился, и на его территории, в том числе в его исторических корпусах, началось возведение офисно-жилого квартала «Ноблесснер».

## История

### Предпосылки создания компании
В 1911 году в подразделении Балтийского завода в Николаеве было начато строительство больших мореходных подводных лодок типа «Морж» по проекту И. Г. Бубнова. Однако, их строительство ограничилось тремя кораблями для Черноморского флота, и, в связи с отсутствием новых заказов на подводные лодки, Бубнов покинул Балтийский завод. Завод Лесснера в этот период времени занимался производством вооружения для подводных лодок, а завод «Л. Нобель» был ведущим предприятием по производству дизельных двигателей. В 1911 году в Ревеле было образовано Русско-Балтийское судостроительное и механическое акционерное общество, в связи с чем в городе началось активное промышленное строительство.

### Основание завода
В 1912 году фирма Лесснера, имевшая уже два завода в Санкт-Петербурге, объединилась с концерном «Л. Нобель», ведущим российским производителем стационарных и судовых дизельных двигателей марки «Русский дизель», чтобы создать акционерное общество «Ноблесснер» специально для строительства подводных лодок. Инициаторами создания стали директор завода Лесснера М. С. Плотников и сын Людвига Нобеля Э. Л. Нобель, финансовую поддержку оказывал Учётный и ссудный банк.
В марте 1912 года Морской генеральный штаб объявил конкурс проектов для строительства крупной серии подводных лодок большого водоизмещения и выдал техническое задание на проектирование Балтийскому заводу и только что созданному акционерному обществу «Ноблесснер», выступившему с идеей постройки в Ревеле нового специализрованного завода для строительства подводных лодок. 2 августа 1912 состоялся конкурс: Балтийский завод представил немного переработанный под руководством В. Т. Струнникова бубновский проект, а «Ноблесснер», нанявший И. Г. Бубнова, внёс в проект «Морж» достаточно улучшений для того, чтобы выиграть контракт, ставший известным как тип «Барс». Предполагалось строительство серии из двенадцати лодок для Балтийского флота и шести для Сибирской флотилии, при этом контракт сразу же был разделён — восемь балтийских и четыре сибирских подводных лодки должен был построить «Ноблесснер», а четыре и две соответственно — Балтийский завод.
В октябре 1912 года в Ревеле был куплен участок земли для строительства завода. Расположенный неподалёку завод «Вольта» получил подряд на изготовление электрического оборудования для строящихся подводных лодок, а впоследствии, в результате деятельности директора «Вольты» и одновременно акционера «Ноблесснера» Михаила Плотникова, фактически стал дочерним предприятием «Ноблесснера». Судостроительные стапели были готовы к весне 1914 года. В попытке избежать срыва контрактных сроков почти все корпуса подводных лодок были построены в Санкт-Петербурге на Адмиралтейских верфях, после чего в готовом виде перевозились в Ревель на «Ноблесснер» для достройки. Часть лодок и вовсе была передана целиком для строительства на Балтийский завод.

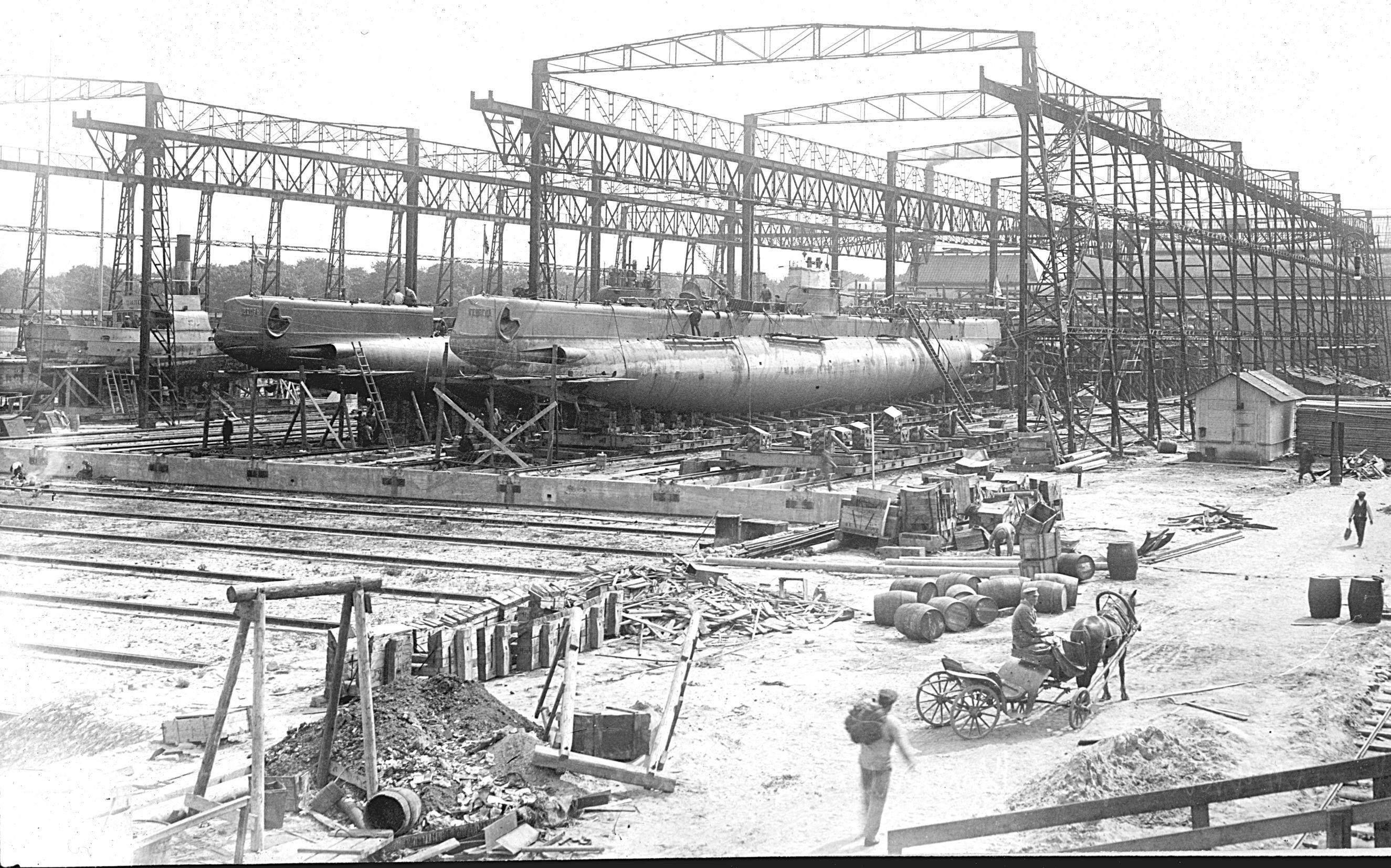
«Гепард» и «Вепрь» в Ревеле на недостроенном заводе «Ноблесснер», 1915 год

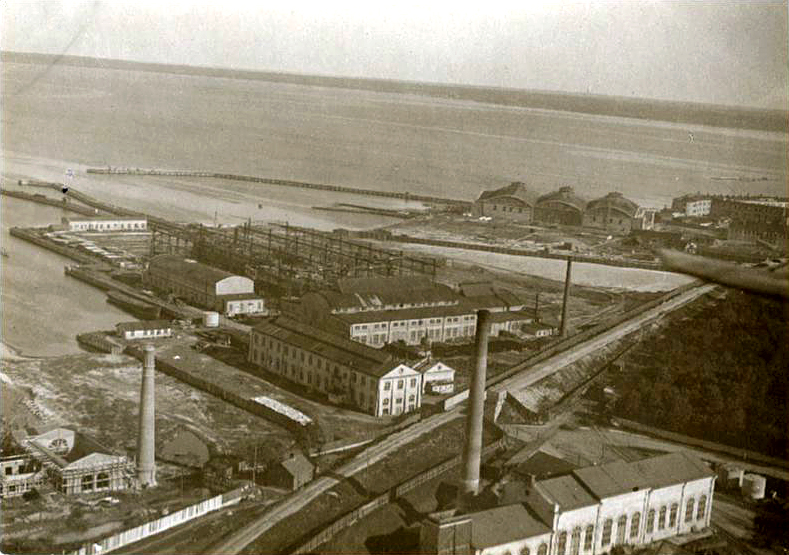
Аэрофото завода «Ноблесснер», 1930-е гг.

Все 12 лодок, законтрактованных «Ноблесснеру» были заложены 3 июля 1914 года, из них четыре — на Адмиралтейском заводе, четыре переданы Балтийскому заводу, четыре — с самого начала строились непосредственно на «Ноблесснере».
В 1915—1916 годах на «Ноблесснере» проходили переоборудование две первых подводных лодки типа «Барс», построенные на Балтийском заводе — «Гепард» и «Вепрь». Глубокие ниши палубных торпедных аппаратов оказались непригодными для условий Балтики, и их заделали, подняв торпедные аппараты на палубу.
22 июня 1915 года дирекция завода сообщила Морскому министерству, что американская фирма «Electric Boat Company» готова изготовить в Канаде и доставить во Владивосток несколько подводных лодок с окончательной сборкой в Ревеле на «Ноблесснере». Закупка была произведена, однако в связи со срывами сроков строительства «Барсов» контракт на достройку был передан Балтийскому заводу. Контракт на пять подводных лодок проекта 602 «АГ» был подписан 18 августа 1915 года, и к ноябрю 1916 года они вступили в строй, и заводу «Ноблесснер» достались только работы по устранению выявленных при приёмке лодок недостатков, выполненные зимой 1916—1917 года.
В 1916 году завод был переименован в «Петровскую верфь» и получил контракт на строительство следующей серии из двадцати подводных лодок по новому проекту. Впоследствии строительство было отменено. После провозглашения Эстонской республики в начале 1920-х годов из материалов, заготовленных для строительства подводных лодок, были построены первые в Эстонии стальные торговые суда, моторные парусники «Ляэнемаа», «Харьюмаа» и «Вирумаа».

### Построенные на заводе суда

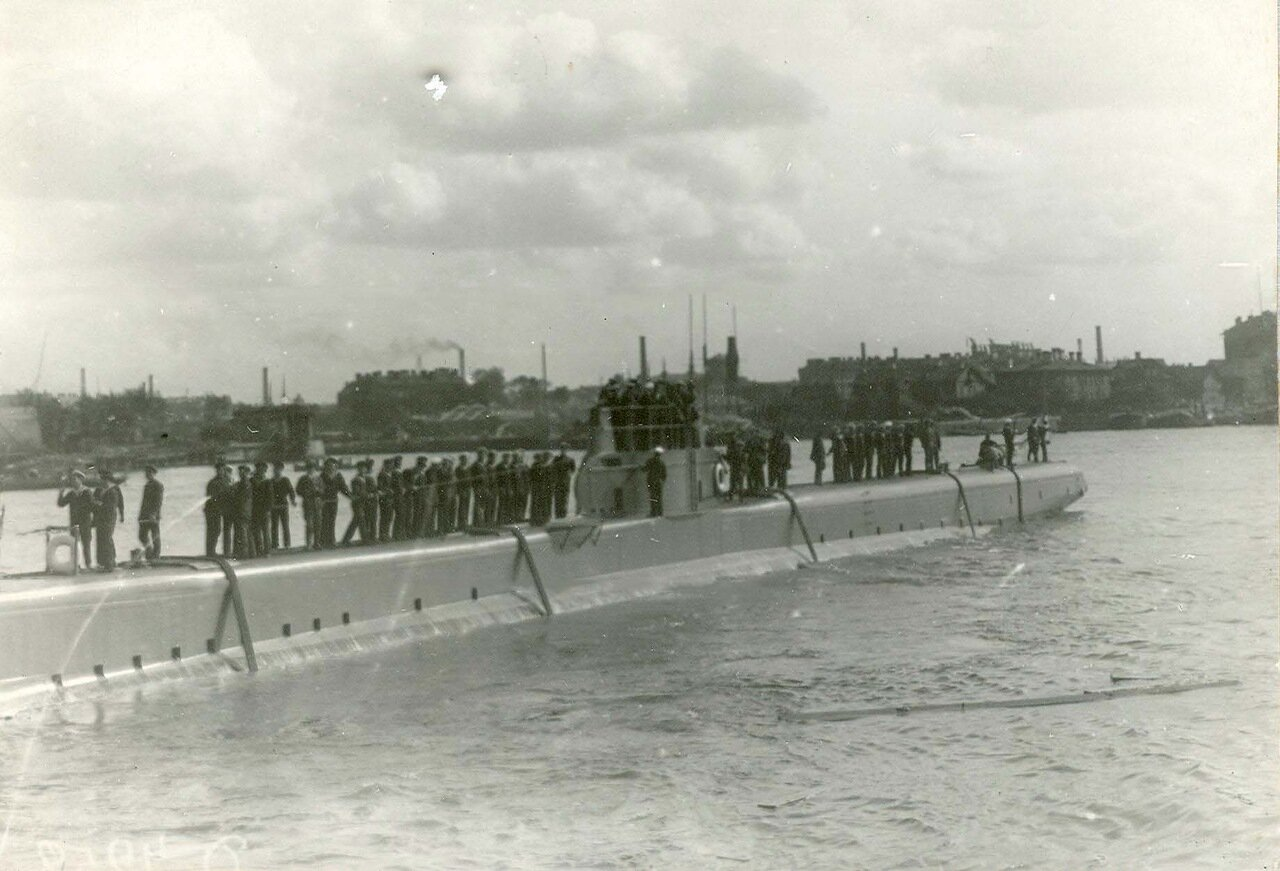
Спуск на воду подлодки «Ёршъ», 1917 год

На «Ноблесснере» были построены подводные лодки:
- «Тигр» — заложен на Адмиралтейском заводе
- «Львица» — заложена на Адмиралтейском заводе
- «Пантера» — заложена на Адмиралтейском заводе
- «Рысь»
- «Кугуар» — заложен на Адмиралтейском заводе
- «Леопард»
- «Тур»
- «Ягуар»

Переданы Балтийскому заводу:
- «Угорь»
- «Ёрш» — переоборудован в подводный минный заградитель
- «Форель» — не была достроена
- «Язь» — не был достроен

### История переименований завода
- 1912:  АО «Ноблесснер»
- 1914:  АО «Петровская верфь»
- 1918:  Петровская верфь

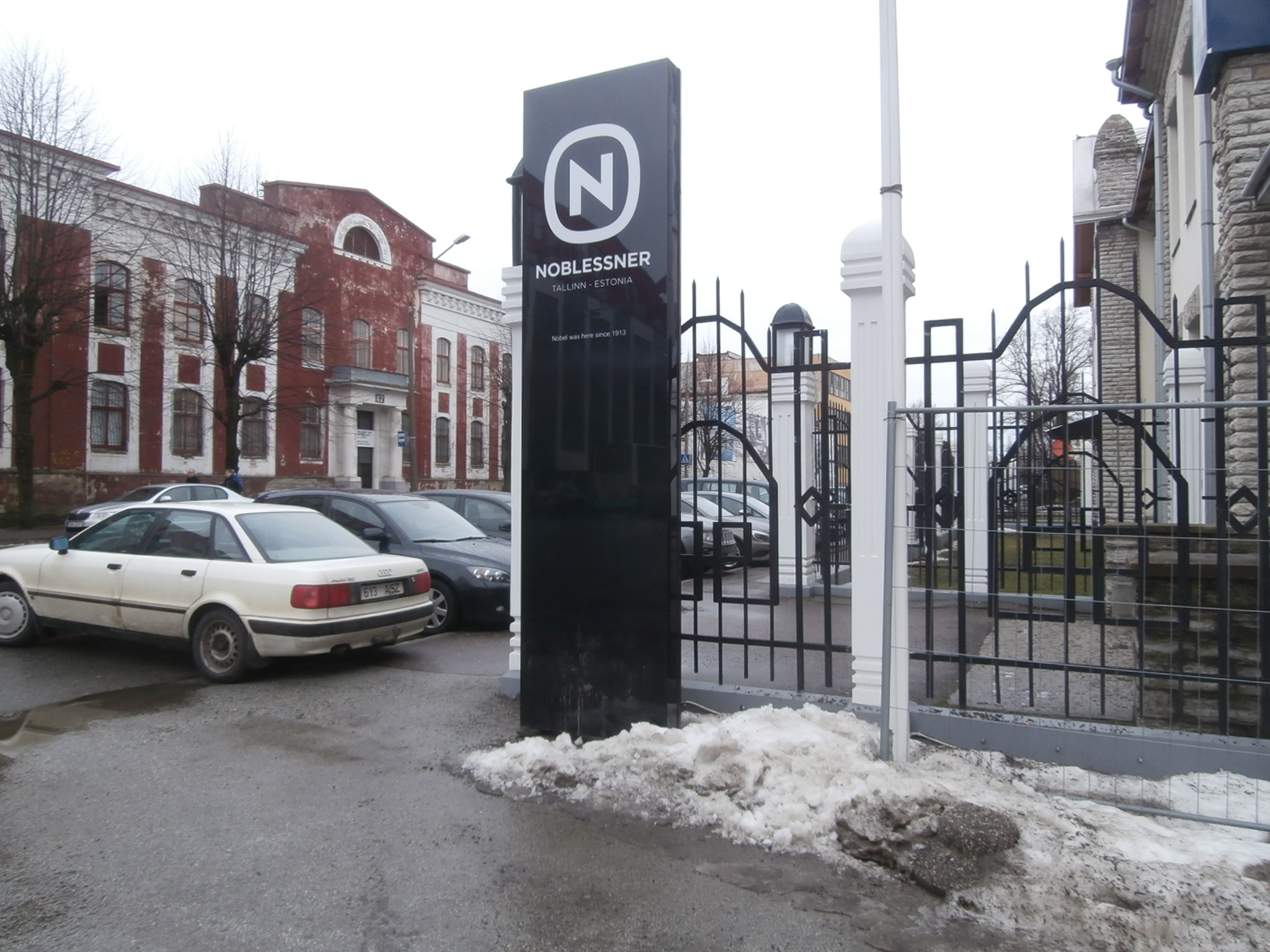
«Нобель здесь с 1913 года»

- 1940:  Таллинская судоремонтная верфь ВМФ СССР
- 1941:  Ferdinand Schichau
- 1944:  Таллинский морской завод ВМФ СССР
- 1951:  Морской завод № 7 ВМФ СССР
- 1968:  7-й судоремонтный завод ВМФ СССР
- 1992:  7-й судоремонтный завод ВМФ РФ
- 1993:  RAS «Eesti Merelaevandus» Tallinna Meretehas (Таллинский морской завод государственного акционерного общества «Эстонское морское пароходство»)
- 1994:  AS «Tallinna Meretehas» (акционерное общество «Таллинский морской завод»)

### В Эстонской республике
После банкротства в 2001 году, с 2013 года Таллинский морской завод принадлежит концерну «BLRT Grupp» (ликвидация предприятия длилась несколько лет в связи с судебными тяжбами), и на его территории возводится офисно-жилой квартал «Ноблесснер». Из бизнес-регистра предприятие было исключено 14 сентября 2022 года.

Завод «Ноблесснер», памятники архитектуры (1914—1915)
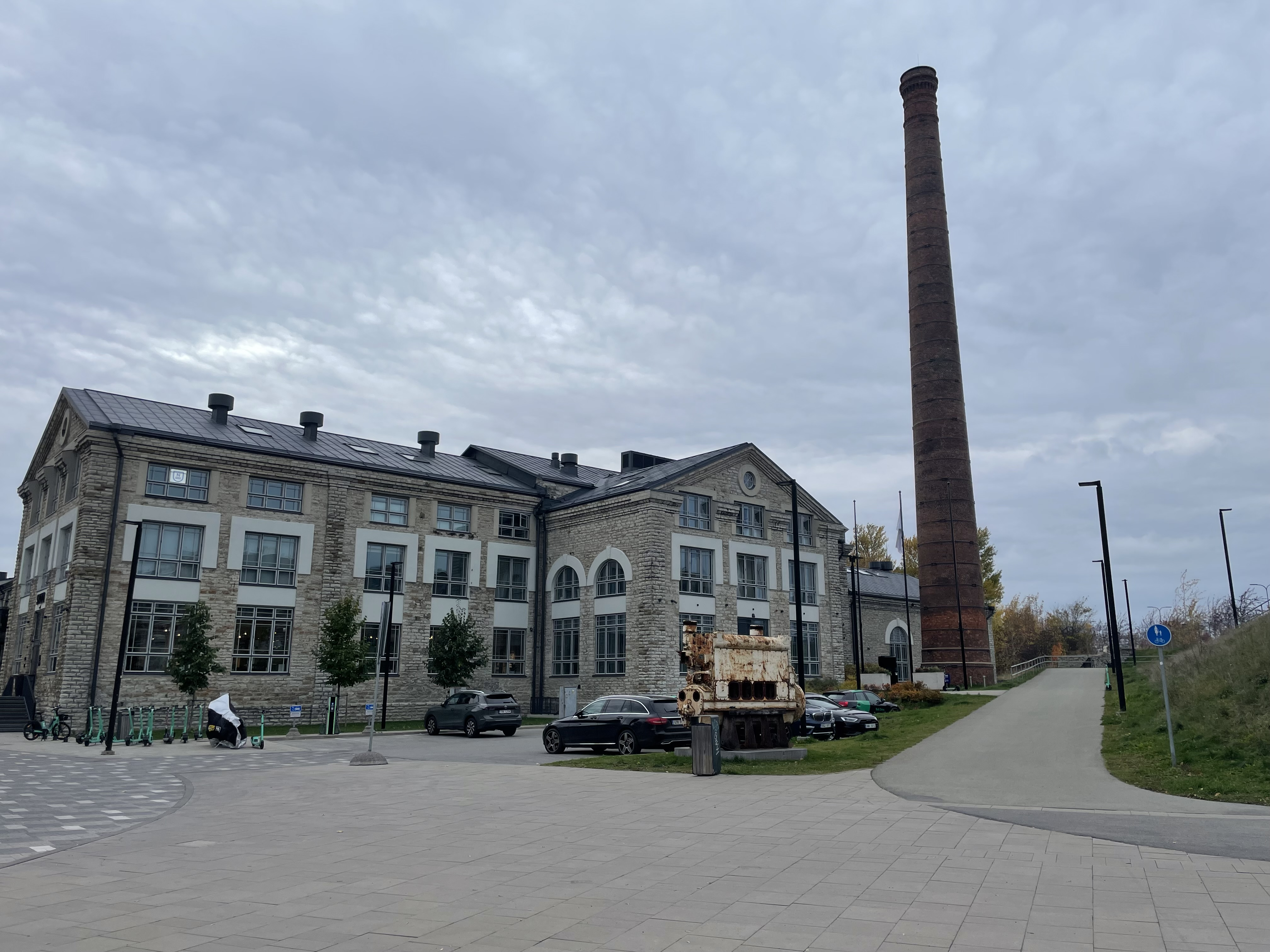
Электростанция
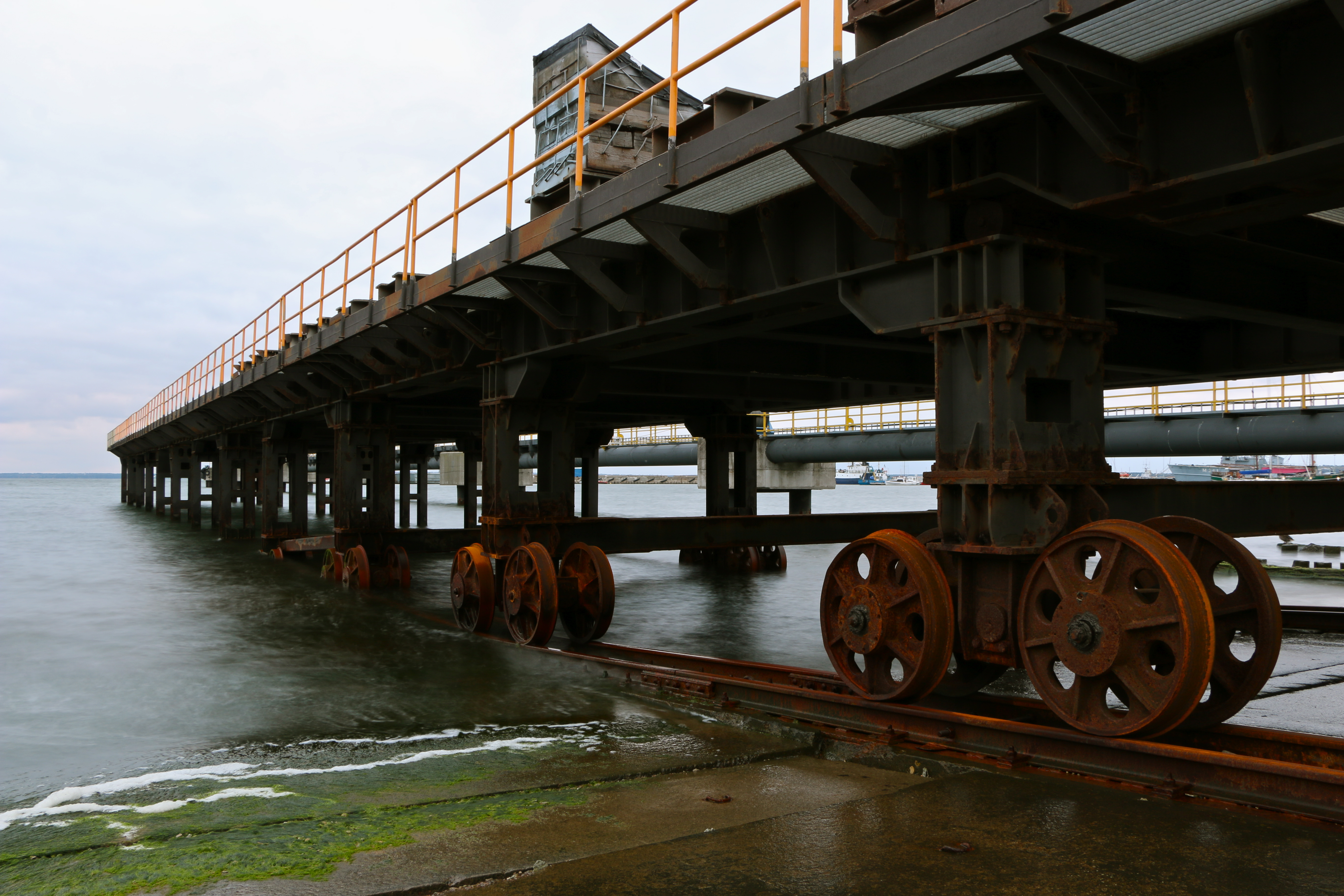
Слип (спусковые полозья) продольного стапеля
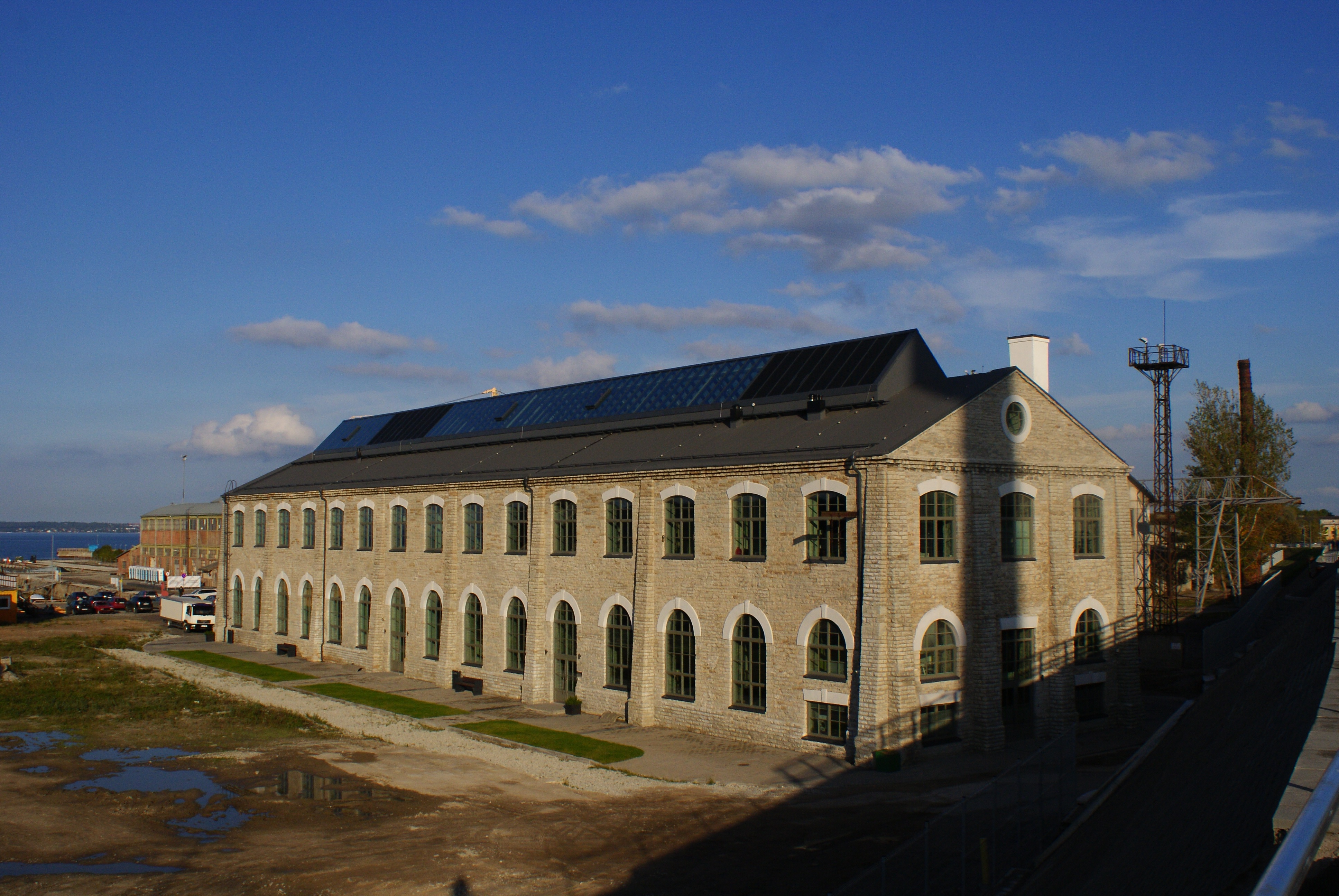
Склад
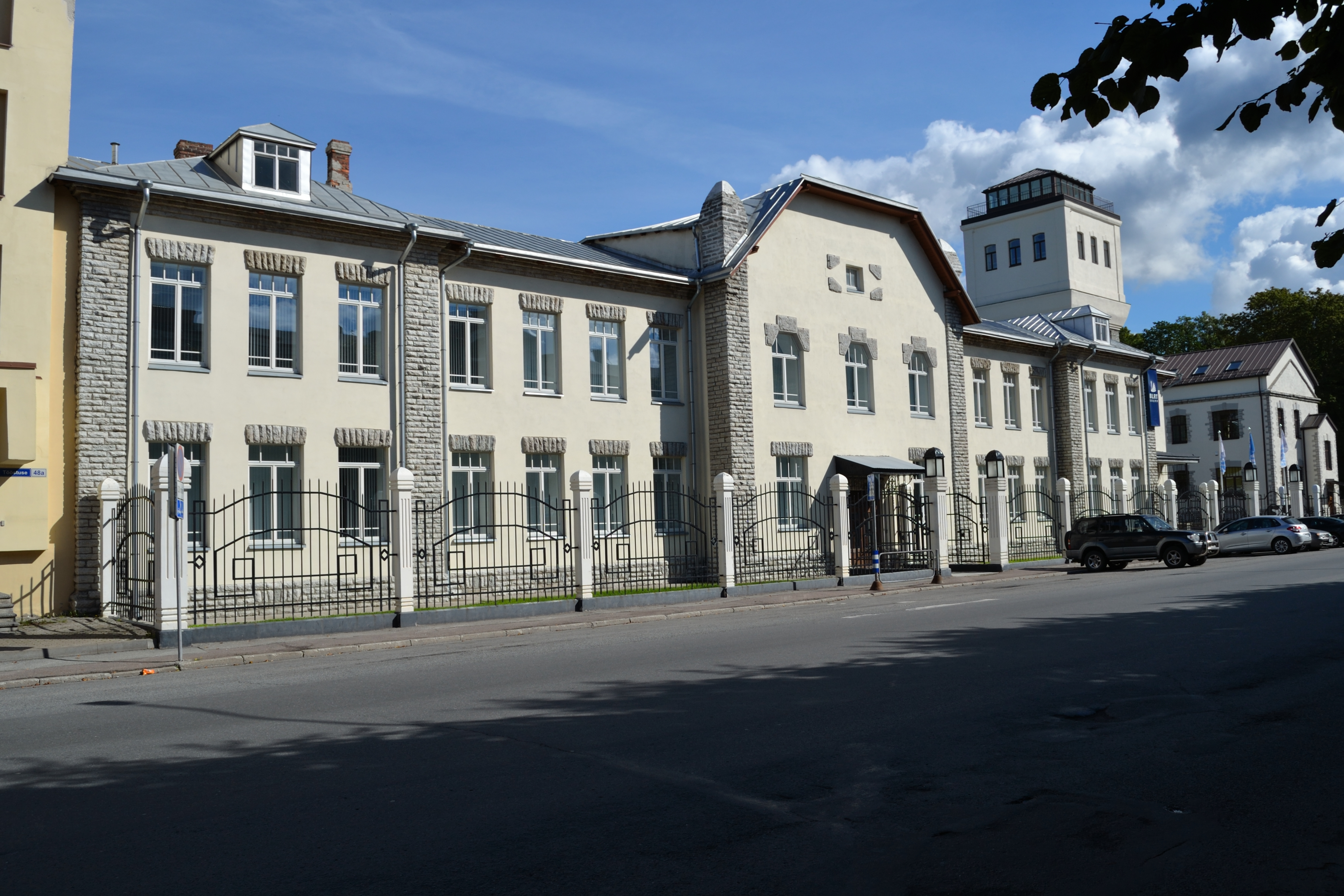
Административное здание
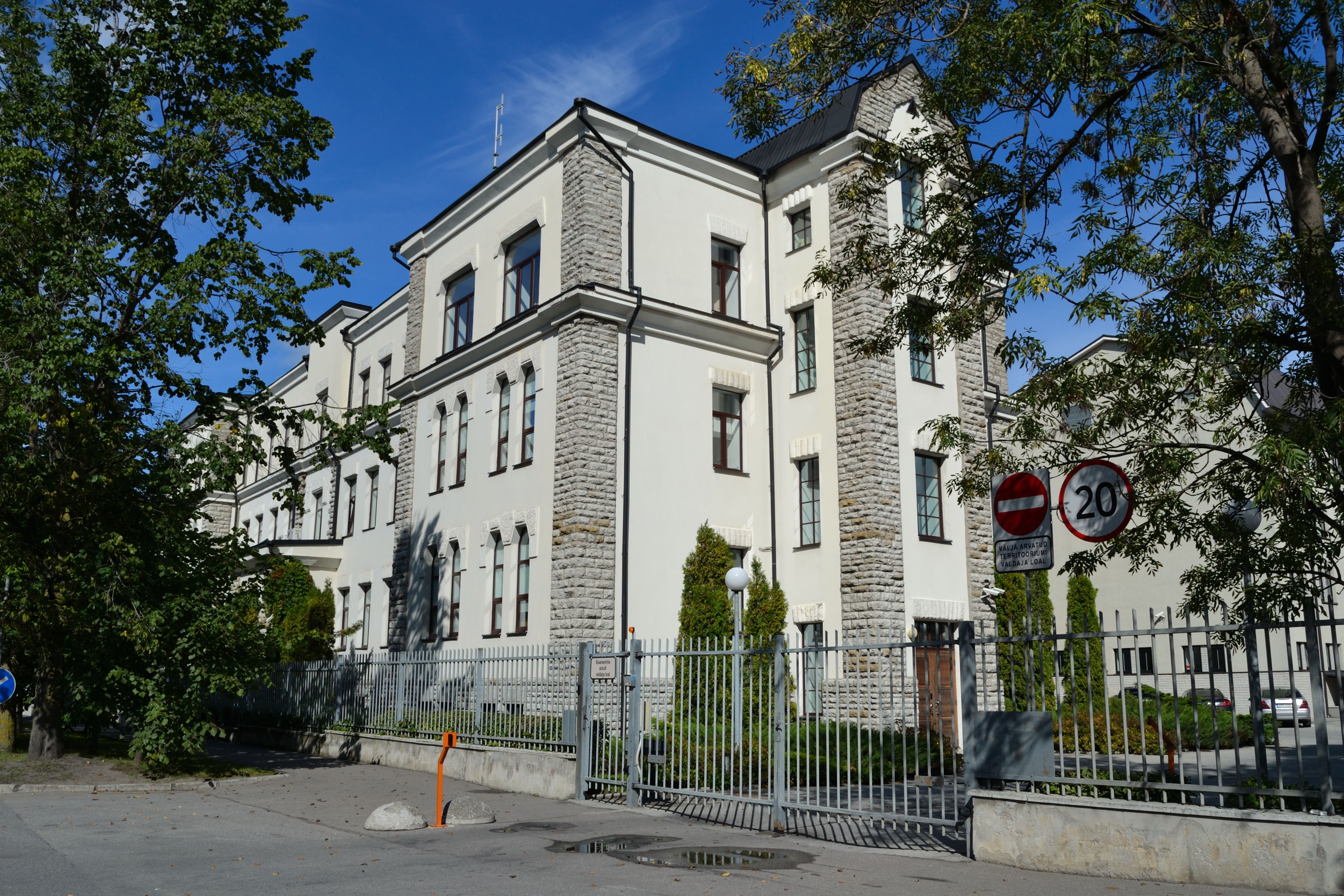
Жилой дом инженеров
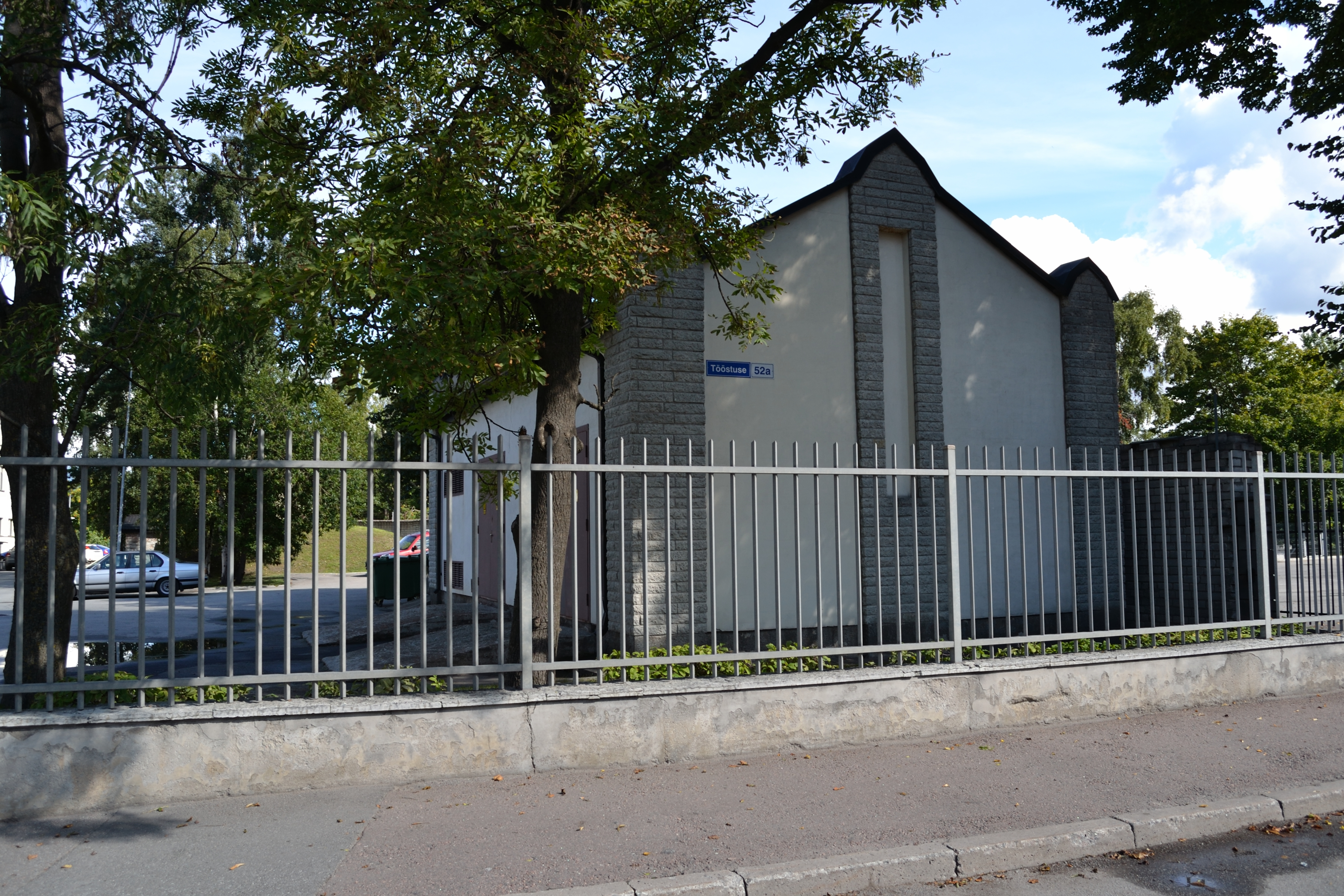
Сарай жилого дома инженеров
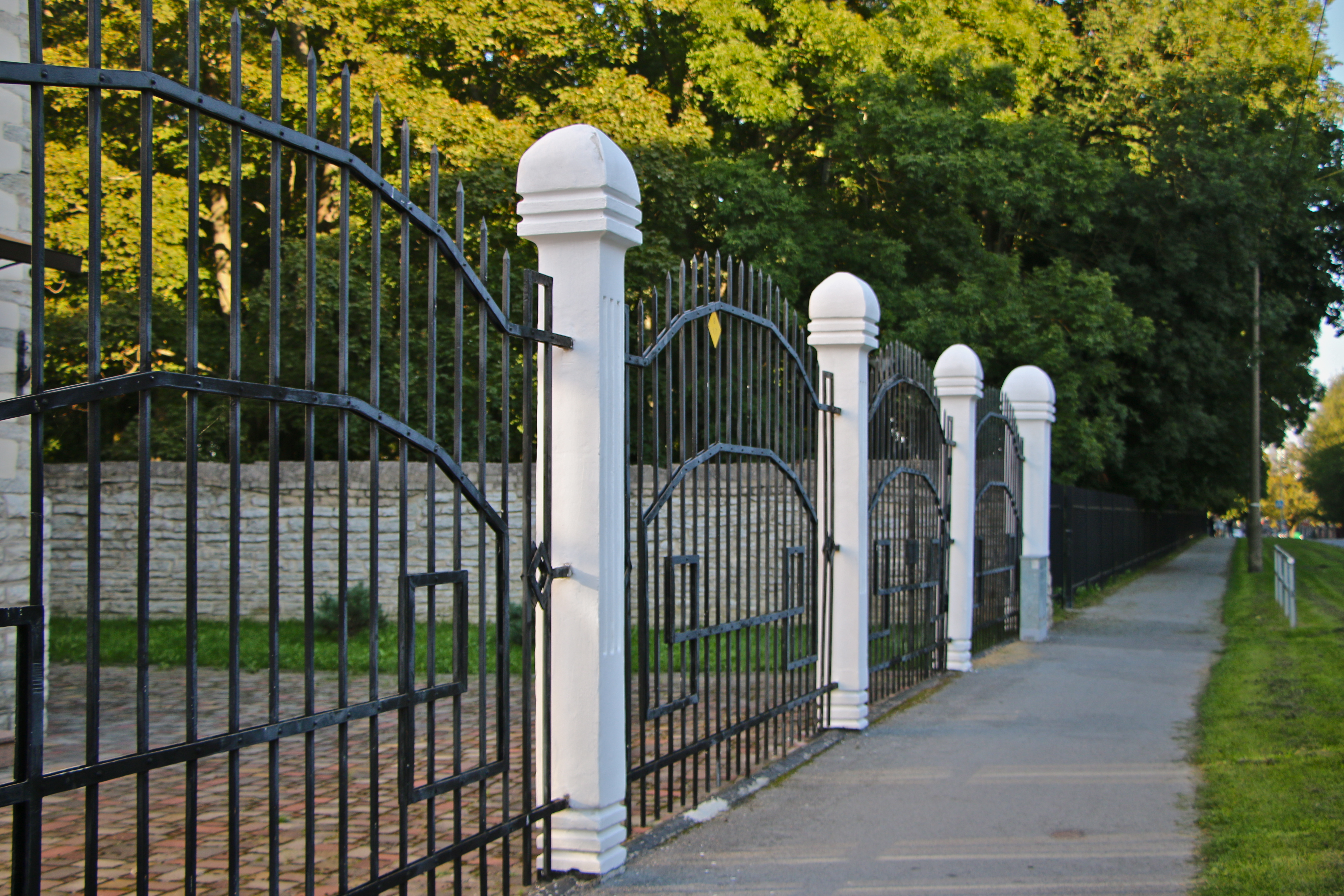
Металлическая ограда с воротами

Офисно-жилой квартал Ноблесснер
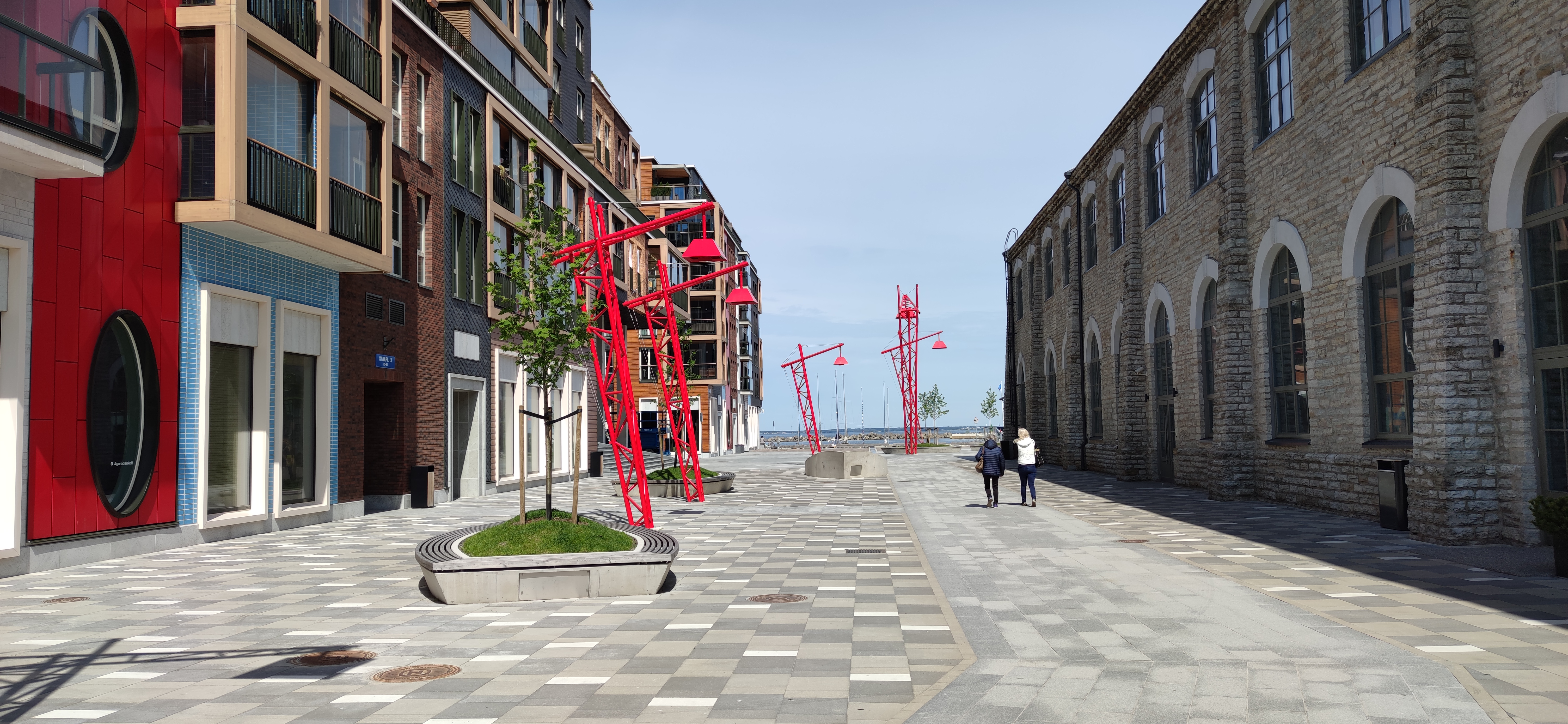
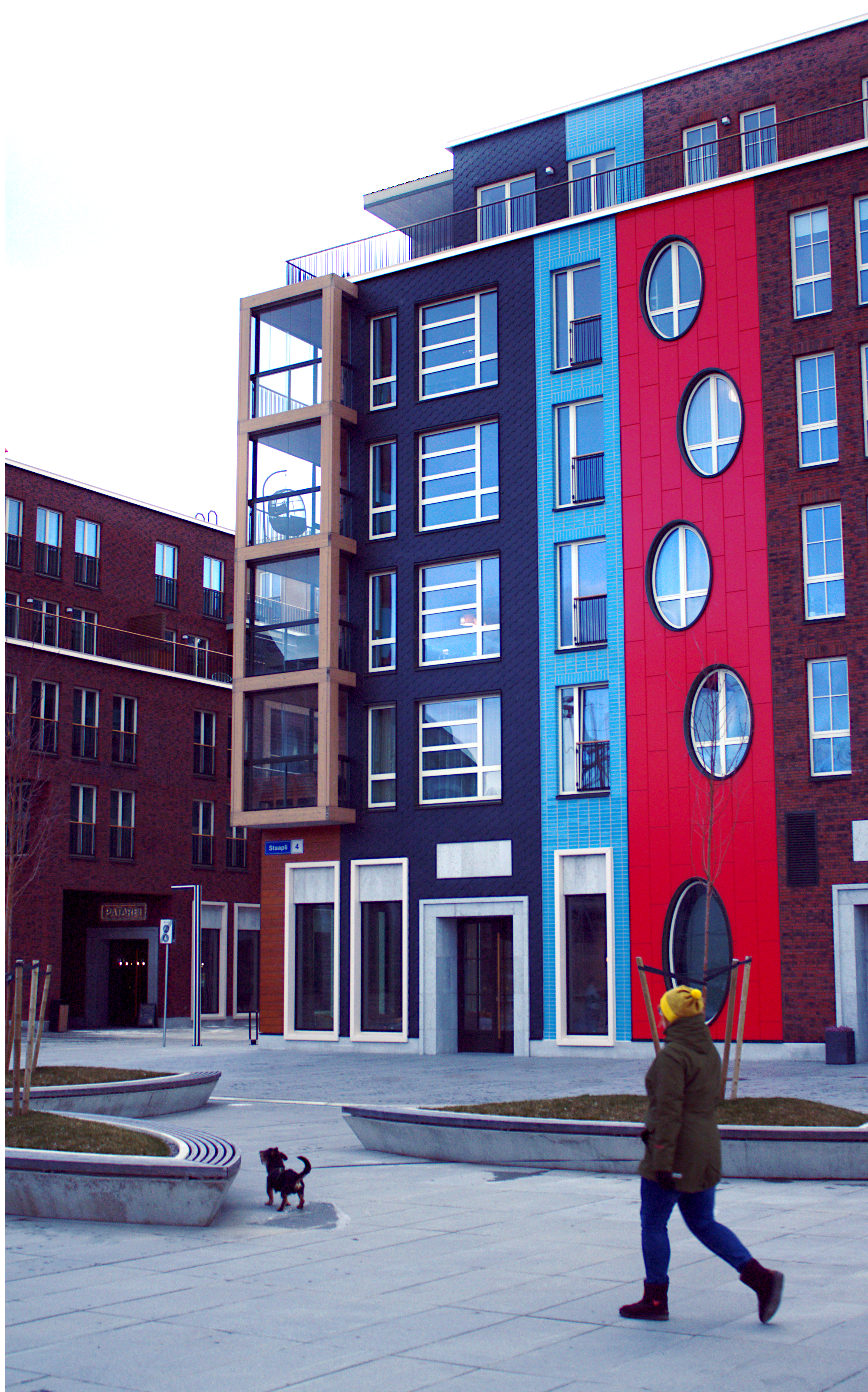
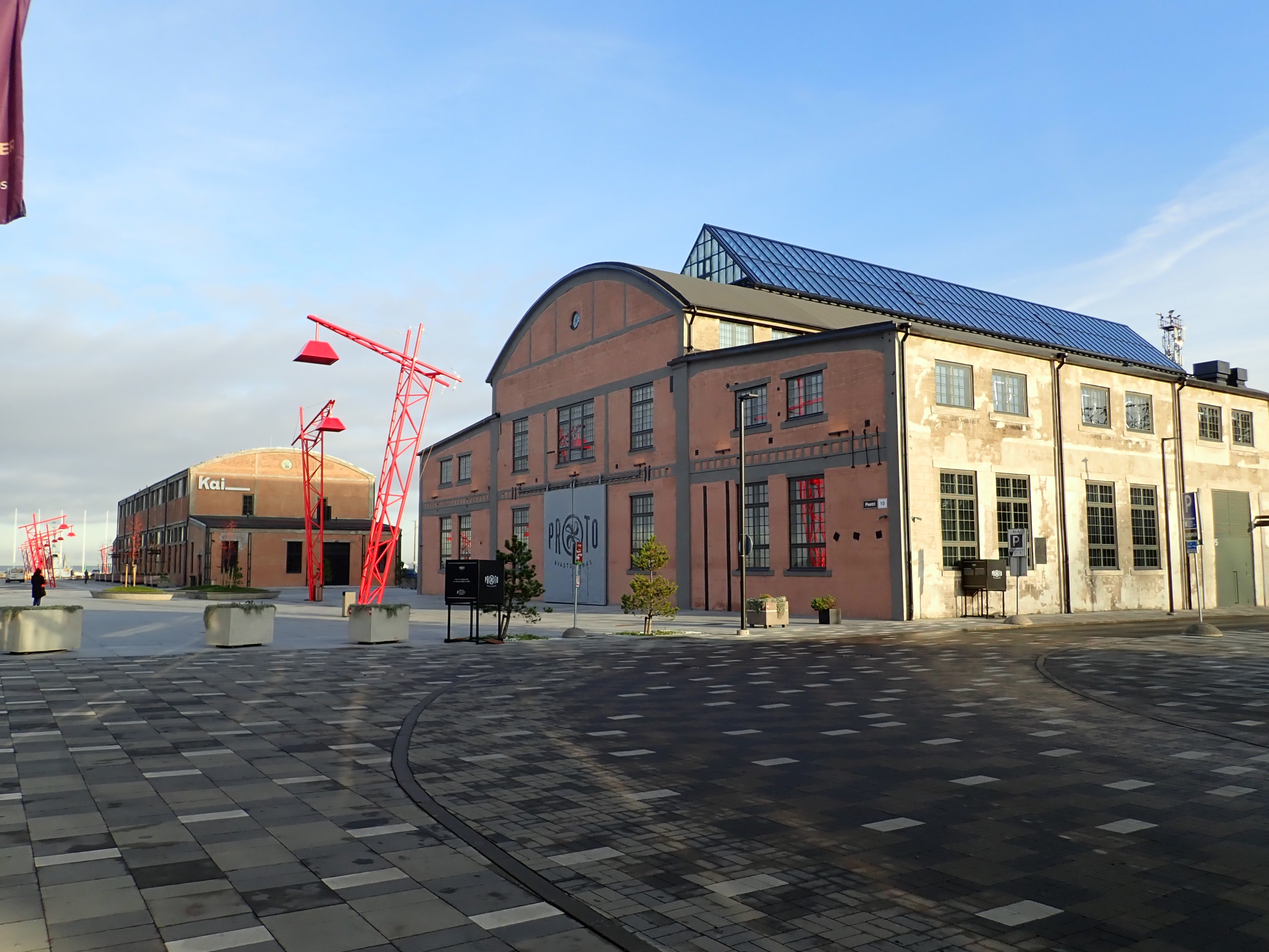
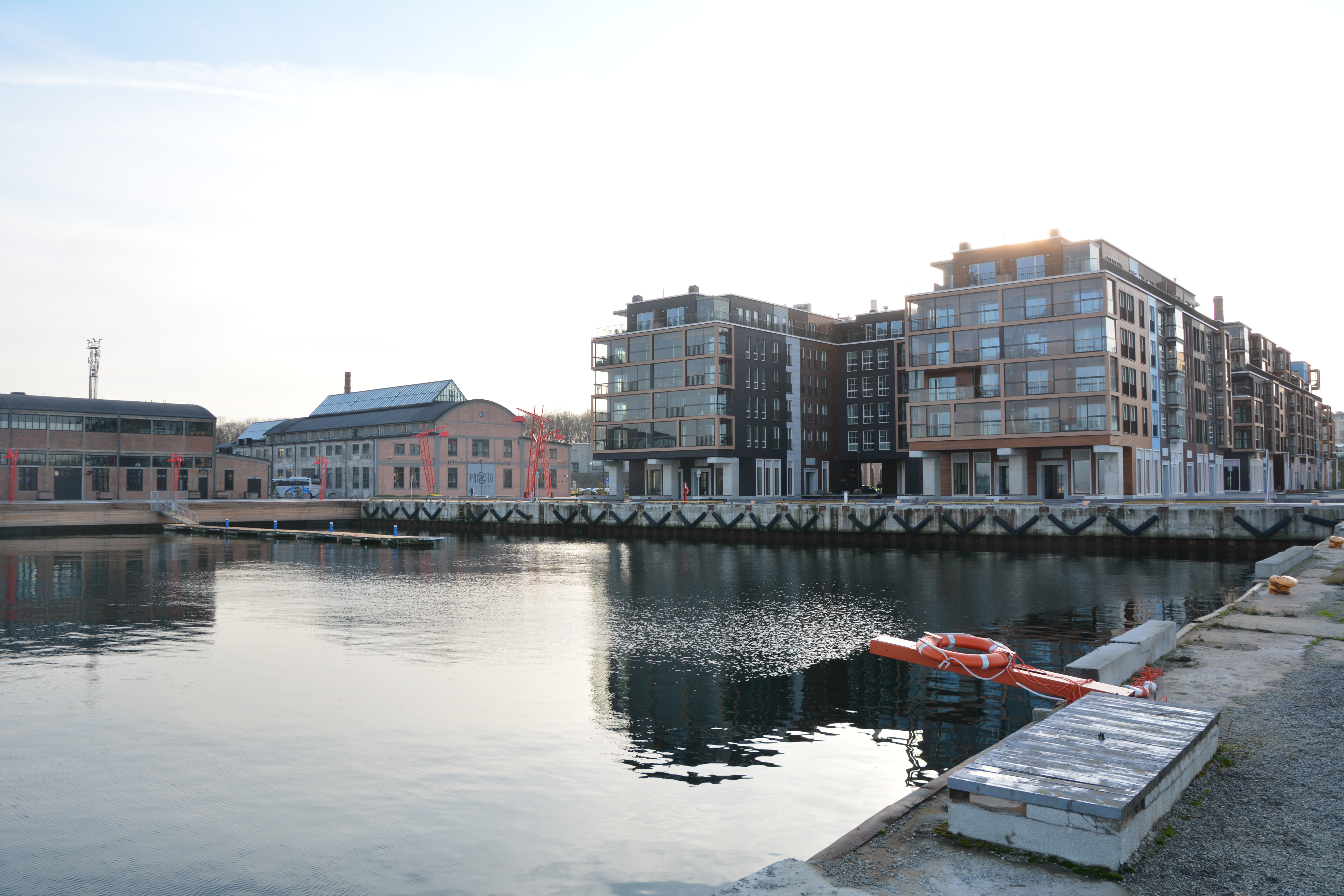
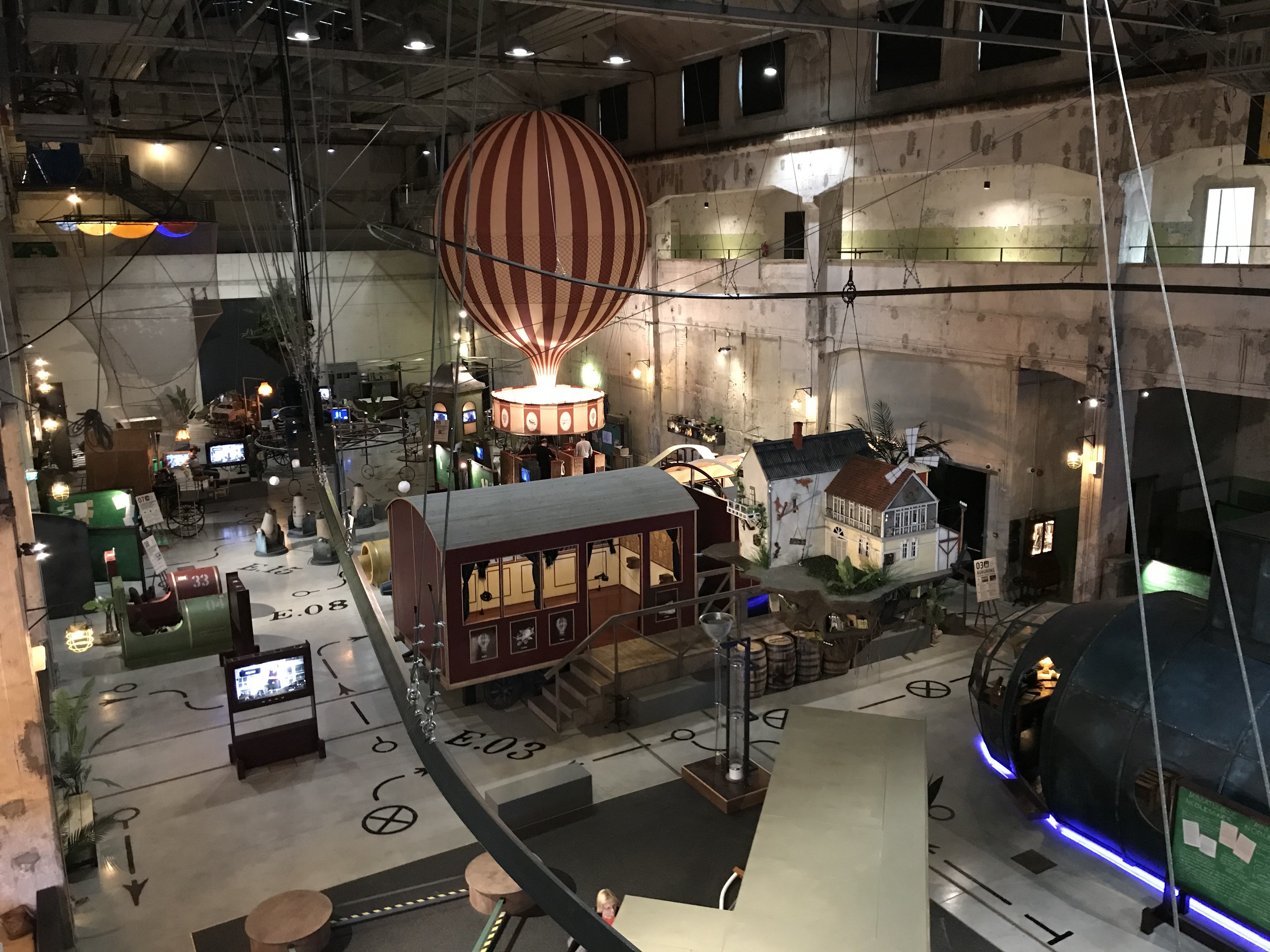